# 成合町 (横浜市)
成合町（なりあいちょう）は、横浜市青葉区の町名。丁番を持たない単独町名である。住居表示未実施区域。

## 地理
青葉台からほぼ北側、谷本川西方に位置し、横浜市環状4号沿いの鴨志田東交差点と常盤橋際交差点の間、及びその西北に飛地が存在し、いずれも鴨志田町に囲まれている。単独町域としては横浜市で最も小さい（広さは約0.012km²）。東側の飛び地は環状4号の道路沿いであり、西側の飛び地は主に小工場が立地する。

## 歴史
1939年（昭和14年）に都筑郡中里村が横浜市に編入された際に、同村大字成合から新設された町であるが、土地区画整理事業などにより現在の小さな区域となった。土地区画整理事業の実施前は現在の桜台・たちばな台の一部も成合町であった。

### 沿革
- 1939年（昭和14年）4月1日 - 横浜市に編入し、新市域の一部より港北区となる。また、大字が町となり、横浜市港北区成合町となる。
- 1967年（昭和42年）5月5日 - 土地区画整理事業（恩田第二）[10]に伴い、一部を上谷本町と新設された桜台に編入する[11]。
- 1969年（昭和44年）10月1日 - 港北区から緑区が分区。横浜市緑区成合町となる[12]。
- 1971年（昭和46年）1月26日 - 土地区画整理事業（成合）に伴い[10]、一部を新設されたたちばな台一丁目、たちばな台二丁目に編入する[13]。
- 1983年（昭和58年）11月19日 - 土地改良事業に伴い、一部を鴨志田町、鉄町に編入する[14]。
- 1994年（平成6年）11月6日 - 港北区と緑区を再編し、青葉区と都筑区を新設。横浜市青葉区成合町となる[15]。

## 世帯数と人口
2025年（令和7年）6月30日現在（横浜市発表）の世帯数と人口は以下の通りである。
| 町丁   | 世帯数 | 人口 |
| ------ | ------ | ---- |
| 成合町 | 30世帯 | 43人 |

### 人口の変遷
国勢調査による人口の推移。
| 年                 | 人口 |
| ------------------ | ---- |
| 1995年（平成7年）  | 38   |
| 2000年（平成12年） | 36   |
| 2005年（平成17年） | 65   |
| 2010年（平成22年） | 48   |
| 2015年（平成27年） | 55   |
| 2020年（令和2年）  | 45   |

### 世帯数の変遷
国勢調査による世帯数の推移。
| 年                 | 世帯数 |
| ------------------ | ------ |
| 1995年（平成7年）  | 9      |
| 2000年（平成12年） | 13     |
| 2005年（平成17年） | 44     |
| 2010年（平成22年） | 15     |
| 2015年（平成27年） | 43     |
| 2020年（令和2年）  | 15     |

## 学区
市立小・中学校に通う場合、学区は以下の通りとなる（2024年11月時点）。
| 番地 | 小学校                 | 中学校               |
| ---- | ---------------------- | -------------------- |
| 全域 | 横浜市立鴨志田緑小学校 | 横浜市立鴨志田中学校 |

## 事業所
2021年（令和3年）現在の経済センサス調査による事業所数と従業員数は以下の通りである。
| 町丁   | 事業所数 | 従業員数 |
| ------ | -------- | -------- |
| 成合町 | 4事業所  | 18人     |

### 事業者数の変遷
経済センサスによる事業所数の推移。
| 年                 | 事業者数 |
| ------------------ | -------- |
| 2016年（平成28年） | 4        |
| 2021年（令和3年）  | 4        |

### 従業員数の変遷
経済センサスによる従業員数の推移。
| 年                 | 従業員数 |
| ------------------ | -------- |
| 2016年（平成28年） | 10       |
| 2021年（令和3年）  | 18       |

## 交通
- 環状4号線 (横浜市)

## その他

### 日本郵便
- 郵便番号 : 227-0032[3]（集配局：青葉郵便局[25]）

### 警察
町内の警察の管轄区域は以下の通りである。
| 番・番地等 | 警察署     | 交番・駐在所 |
| ---------- | ---------- | ------------ |
| 全域       | 青葉警察署 | 鴨志田交番   |